# Tony Dorigo
Anthony Robert Dorigo (Melbourne, 31 dicembre 1965) è un ex calciatore inglese con cittadinanza australiana, di ruolo difensore, famoso per aver indossato le maglie dell'Aston Villa, Chelsea e Leeds Utd, oltre a quella della nazionale inglese.

## Biografia
Ha origini italiane in quanto suo padre è italiano, originario di Udine.

## Carriera

### Club
A quattordici anni fece un provino con l'Aston Villa e venne ammesso alle giovanili; in seguito, riuscì a scalare i vertici della prima squadra.
Nel 1987 fu acquistato dal Chelsea, squadra che all'epoca non faceva parte dei top team: al suo primo anno infatti retrocesse in First Division, ma ciò non scalfì la fiducia che il CT dei "Tre Leoni" Bobby Robson aveva in lui. Prese parte al campionato del mondo 1990 in Italia dove, durante la partita contro i padroni di casa, valevole come finale per il 3º posto, realizzò un assist per David Platt; l'anno seguente fu acquistato dal Leeds Utd, con il quale vinse campionato e Charity Shield.
Fino al 1993 era considerato uno dei più forti difensori europei, ma in seguito accusò un calo di rendimento che gli fece perdere prima il posto in nazionale e poi la titolarità in quel di Leeds. Nel 1997, quando ormai trentaduenne era considerato nella fase finale della carriera, venne ingaggiato dal Torino, allora militante in Serie B; ad averlo voluto fortemente nel club granata fu il neoallenatore scozzese Graeme Souness, chiamato dalla nuova proprietà Vidulich con l'obiettivo di riportare i piemontesi in Serie A.
Nonostante fosse considerato un "vecchietto", dimostrò di avere ancora qualcosa da dire, evidenziando un buon rendimento e conquistando l'affetto dei tifosi. Soprannominato "Zio" dal compagno di squadra Roberto Cravero (nonostante fosse più giovane di un anno), rimase suo malgrado nella storia della società granata per aver fallito il tiro di rigore decisivo – colpì il palo – nello spareggio-promozione contro il Perugia.
Dopo l'amara conclusione di stagione Dorigo ritornò in Inghilterra, approdando al Derby County: già da tempo Souness era stato sostituito da Edy Reja e lo stipendio del terzino britannico non era in linea con i parametri economici di una squadra della serie cadetta. Chiuse la sua carriera allo Stoke City nel 2001.

### Nazionale
Nel 1986 sarà chiamato dalla nazionale australiana: il suo allenatore Tony Barton lo convinse però a rifiutare, poiché c'era la concreta possibilità di essere convocato dalla più quotata Inghilterra, cosa che poi avvenne.
Con la nazionale inglese può vantare complessivamente 15 presenze fra il 1989 e il 1993, comprese le convocazioni al mondiale di Italia 1990 e agli europei di Germania Ovest 1988 e Svezia 1992 (in questi ultimi due casi, senza mai scendere in campo), anche se la maggior parte delle sue apparizioni sono state in gare amichevoli.

## Statistiche

### Cronologia presenze e reti in nazionale
| Cronologia completa delle presenze e delle reti in nazionale ― Inghilterra | Cronologia completa delle presenze e delle reti in nazionale ― Inghilterra | Cronologia completa delle presenze e delle reti in nazionale ― Inghilterra | Cronologia completa delle presenze e delle reti in nazionale ― Inghilterra | Cronologia completa delle presenze e delle reti in nazionale ― Inghilterra | Cronologia completa delle presenze e delle reti in nazionale ― Inghilterra | Cronologia completa delle presenze e delle reti in nazionale ― Inghilterra | Cronologia completa delle presenze e delle reti in nazionale ― Inghilterra |
| Data                                                                       | Città                                                                      | In casa                                                                    | Risultato                                                                  | Ospiti                                                                     | Competizione                                                               | Reti                                                                       | Note                                                                       |
| -------------------------------------------------------------------------- | -------------------------------------------------------------------------- | -------------------------------------------------------------------------- | -------------------------------------------------------------------------- | -------------------------------------------------------------------------- | -------------------------------------------------------------------------- | -------------------------------------------------------------------------- | -------------------------------------------------------------------------- |
| 13-12-1989                                                                 | Londra                                                                     | Inghilterra                                                                | 2 – 1                                                                      | Jugoslavia                                                                 | Amichevole                                                                 | -                                                                          | 46’                                                                        |
| 25-4-1990                                                                  | Londra                                                                     | Inghilterra                                                                | 4 – 2                                                                      | Cecoslovacchia                                                             | Amichevole                                                                 | -                                                                          | 46’                                                                        |
| 15-5-1990                                                                  | Londra                                                                     | Inghilterra                                                                | 1 – 0                                                                      | Danimarca                                                                  | Amichevole                                                                 | -                                                                          | 46’                                                                        |
| 7-7-1990                                                                   | Bari                                                                       | Italia                                                                     | 2 – 1                                                                      | Inghilterra                                                                | Mondiali 1990 - Finale 3º posto                                            | -                                                                          |                                                                            |
| 12-9-1990                                                                  | Londra                                                                     | Inghilterra                                                                | 1 – 0                                                                      | Ungheria                                                                   | Amichevole                                                                 | -                                                                          | 46’                                                                        |
| 21-5-1991                                                                  | Londra                                                                     | Inghilterra                                                                | 3 – 1                                                                      | Unione Sovietica                                                           | England Challenge Cup                                                      | -                                                                          |                                                                            |
| 11-9-1991                                                                  | Londra                                                                     | Inghilterra                                                                | 0 – 1                                                                      | Germania                                                                   | Amichevole                                                                 | -                                                                          |                                                                            |
| 25-3-1992                                                                  | Praga                                                                      | Cecoslovacchia                                                             | 2 – 2                                                                      | Inghilterra                                                                | Amichevole                                                                 | -                                                                          | 52’                                                                        |
| 12-5-1992                                                                  | Budapest                                                                   | Ungheria                                                                   | 0 – 1                                                                      | Inghilterra                                                                | Amichevole                                                                 | -                                                                          |                                                                            |
| 17-5-1992                                                                  | Londra                                                                     | Inghilterra                                                                | 1 – 1                                                                      | Brasile                                                                    | Amichevole                                                                 | -                                                                          | 72’                                                                        |
| 17-2-1993                                                                  | Londra                                                                     | Inghilterra                                                                | 6 – 0                                                                      | San Marino                                                                 | Qual. Mondiali 1994                                                        | -                                                                          |                                                                            |
| 29-5-1993                                                                  | Chorzów                                                                    | Polonia                                                                    | 1 – 1                                                                      | Inghilterra                                                                | Qual. Mondiali 1994                                                        | -                                                                          |                                                                            |
| 9-6-1993                                                                   | Foxborough                                                                 | Stati Uniti                                                                | 2 – 0                                                                      | Inghilterra                                                                | U.S. Cup 1993                                                              | -                                                                          |                                                                            |
| 13-6-1993                                                                  | Washington                                                                 | Brasile                                                                    | 1 – 1                                                                      | Inghilterra                                                                | U.S. Cup 1993                                                              | -                                                                          |                                                                            |
| 13-10-1993                                                                 | Rotterdam                                                                  | Paesi Bassi                                                                | 2 – 0                                                                      | Inghilterra                                                                | Qual. Mondiali 1994                                                        | -                                                                          | 32’                                                                        |
| Totale                                                                     |                                                                            | Presenze                                                                   | 15                                                                         |                                                                            | Reti                                                                       | 0                                                                          |                                                                            |

## Palmarès

### Club
- Second Division: 1

Chelsea: 1988-1989
- Full Members Cup: 1

Chelsea: 1989-1990
- Campionato inglese: 1

Leeds Utd: 1991-1992
- Charity Shield: 1

Leeds Utd: 1992